# Colletotrichum

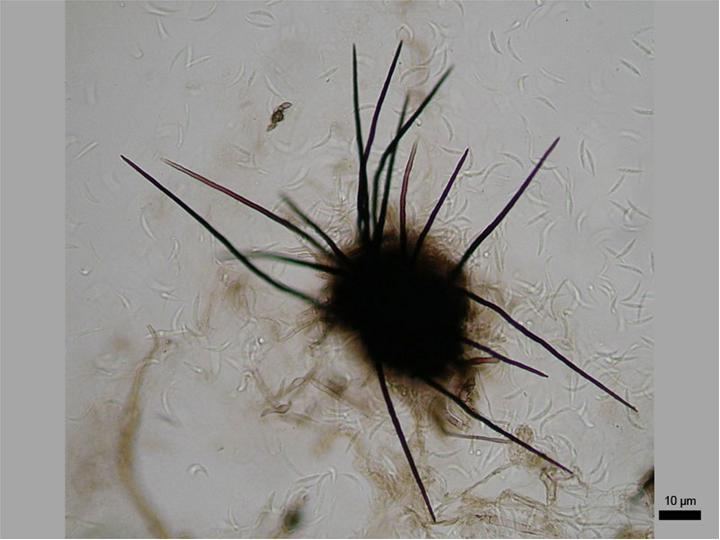
Acerwulus ze szczecinkami u Colletotrichum sublineolum

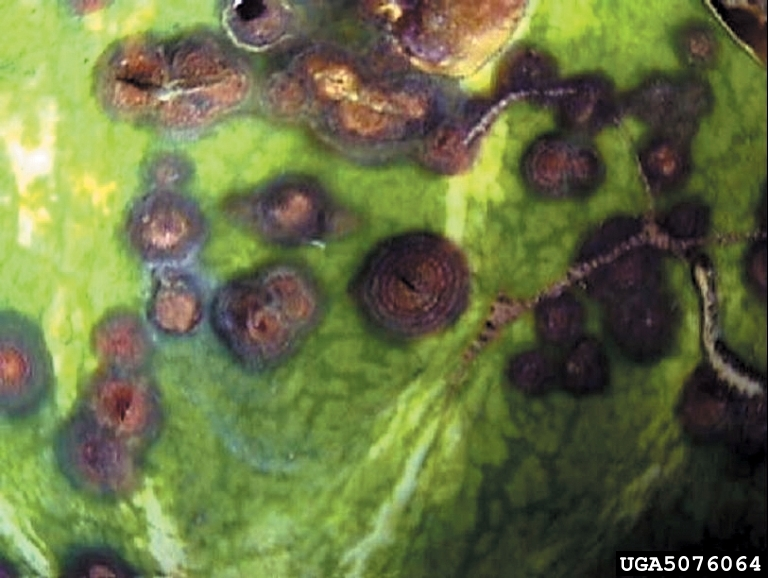
Plamy na liściu wywołane przez Colletotrichum orbiculare

Colletotrichum Corda – rodzaj grzybów z klasy Sordariomycetes.

## Charakterystyka
U zaliczanych do tego rodzaju gatunków znane są tylko anamorfy. Na podstawie badań molekularnych ustalono, że teleomorfy należą do rodzaju Glomerella.
Grzyby z rodzaju Colletotrichum są szeroko rozprzestrzenione na całym świecie. Są pasożytami roślin, wywołują u nich choroby zwane antraknozami. Niektóre z nich pasożytują na jednym tylko gatunku rośliny, inne są polifagami, pasożytującymi na wielu żywicielach. Charakterystyczną cechą tego rodzaju są acerwulusy. Występują pod kutykulą żywiciela, mają dyskoidalny, owalny, poduszeczkowaty lub spłaszczony kształt i ciemnobrunatną barwę. Na obrzeżu lub między konidioforami posiadają wydłużone, ciemnobrunatne szczecinki. Konidiofory przy podstawie rozgałęziają się, na wierzchołku zaś kończą monofialida wytwarzającą endogennie zarodniki konidialne. Są one hialinowe, jednokomórkowe, mają elipsoidalny, sierpowaty, wrzecionowaty lub cylindryczny kształt i czasami znajdują się w nich pojedyncze gutule. W masie konidia mają barwę od cynamonowej do miodowej lub szaro-mlecznej. Konidia mogą powstawać nie tylko w acerwulusach, ale także na strzępkach grzybni. Wiele gatunków wytwarza pokryte szczecinkami sklerocja i brunatne appressoria.

## Systematyka i nazewnictwo
Pozycja w klasyfikacji według Index Fungorum: Glomerellaceae, Hlomerellales, Hypocreomycetidae, Sordariomycetes, Pezizomycotina, Ascomycota, Fungi.
Synonimy: Blennorella Kirschst.,
Colletostroma Petr.,
Colletotrichopsis Bubák,
Dicladium Ces.,
Didymariopsis Speg.,
Ellisiella Sacc.,
Ellisiellina Sousa da Câmara,
Fellneria Fuckel,
Fominia Girz.,
Gloeosporiopsis Speg.,
Glomerella Spauld. & H. Schrenk,
Lophodiscella Tehon,
Peresia H. Maia,
Phellomyces A.B. Frank,
Rostrospora Subram. & K. Ramakr.,
Schizotrichella E.F. Morris,
Steirochaete A. Braun & Casp.,
Vermicularia Tode

## Gatunki występujące w Polsce
- Colletotrichum acutatum J.H. Simmonds 1968
- Colletotrichum capsici (Syd. & P. Syd.) E.J. Butler & Bisby 1931
- Colletotrichum circinans (Berk.) Voglino 1907
- Colletotrichum coccodes (Wallr.) S. Hughes 1958
- Colletotrichum dematium (Pers.) Grove 1918
- Colletotrichum ficus Koord. 1907[4]
- Colletotrichum fuscum Laubert 1927
- Colletotrichum gloeosporioides (Penz.) Penz. & Sacc. 1884
- Colletotrichum graminicola (Ces.) G.W. Wilson 1914
- Colletotrichum hederae (Pass.) Died. 1915
- Colletotrichum janczewskii Namysł. 1906[4]
- Colletotrichum lindemuthianum (Sacc. & Magnus) Briosi & Cavara 1889
- Colletotrichum linicola Pethybr. & Laff. 1918
- Colletotrichum malvarum (A. Braun & Casp.) Southw. 1891
- Colletotrichum omnivorum Halst. 1891
- Colletotrichum orbiculare Damm, P.F. Cannon & Crous 2013
- Colletotrichum orchidearum Allesch. 1902
- Colletotrichum trichellum (Fr.) Duke 1928
- Colletotrichum trifolii Bain 1906
- Colletotrichum valerianae Kwashn. 1928[4]
- Colletotrichum zeae Lobik 1933[4]

Nazwy naukowe na podstawie Index Fungorum. Wykaz gatunków występujących w Polsce według Mułenki i in.
.